# Aichi M6A
Chiếc Aichi M6A Seiran (晴嵐, "Tình Sơn") là một kiểu thủy phi cơ tấn công được phóng đi từ tàu ngầm được thiết kế cho Hải quân Đế quốc Nhật Bản.

## Thiết kế và phát triển
Chúng được dự định để sử dụng trên những chiếc tàu ngầm I-400, một loại tàu ngầm tải trọng 4500 tấn còn được biết như là "tàu sân bay ngầm". Hai đến ba chiếc máy bay sẽ được chứa dưới dạng các phần tháo rời, và sẽ được phóng lên bằng máy phóng. Cặp phao nổi có thể được vứt bỏ, và chiếc máy bay được hiểu như là phải hạ cánh xuống biển sau khi hoàn thành phi vụ.
Một phiên bản với bộ càng đáp thay vì các phao nổi được phát triển với tên gọi M6A1-K Nanzan (南山, "Nam Sơn"). Trong khi hầu hết đều mô tả chúng như một phiên bản huấn luyện đặt căn cứ trên đất liền, một số nguồn cho rằng nó được thiết kế cho vai trò tấn công, được phóng từ tàu ngầm và hạ cánh trên đất liền. Bên cạnh khác biệt về bộ càng đáp, phần trên của cánh đuôi đứng, vốn được xếp lại được trên phiên bản Seiran, bị tháo bỏ.

## Lịch sử hoạt động
Chiếc M6A1 đầu tiên được hoàn tất vào tháng 11 năm 1943, và tổng cộng có 28 chiếc (bao gồm phiên bản M6A1-K) được chế tạo cho đến năm 1945. Chúng chưa bao giờ được đưa vào sử dụng trong chiến đấu.

## Các phiên bản
M6A1 Nguyên mẫuTrang bị động cơ Atsuta 30/31 công suất 1.400 mã lực và phao tháo rời được. Có tám chiếc được chế tạo.
M6A1 SeiranMáy bay ném bom tấn công đặc biệt. Có 18 chiếc được chế tạo.
M6A1-K NanzanNguyên mẫu phiên bản huấn luyện, bộ càng đáp xếp được. Có hai chiếc được chế tạo.
M6A2Nguyên mẫu trang bị động cơ Mitsubishi Kinsei MK8P 62 công suất 1.560 mã lực và bộ cánh quạt ba cánh kim loại tốc độ không đổi. Có một chiếc được chế tạo.

## Các nước sử dụng
Nhật Bản
- Hải quân Đế quốc Nhật Bản

## Đặc điểm kỹ thuật (M6A1)
Dữ liệu được lấy từ Japanese Aircraft of the Pacific War 

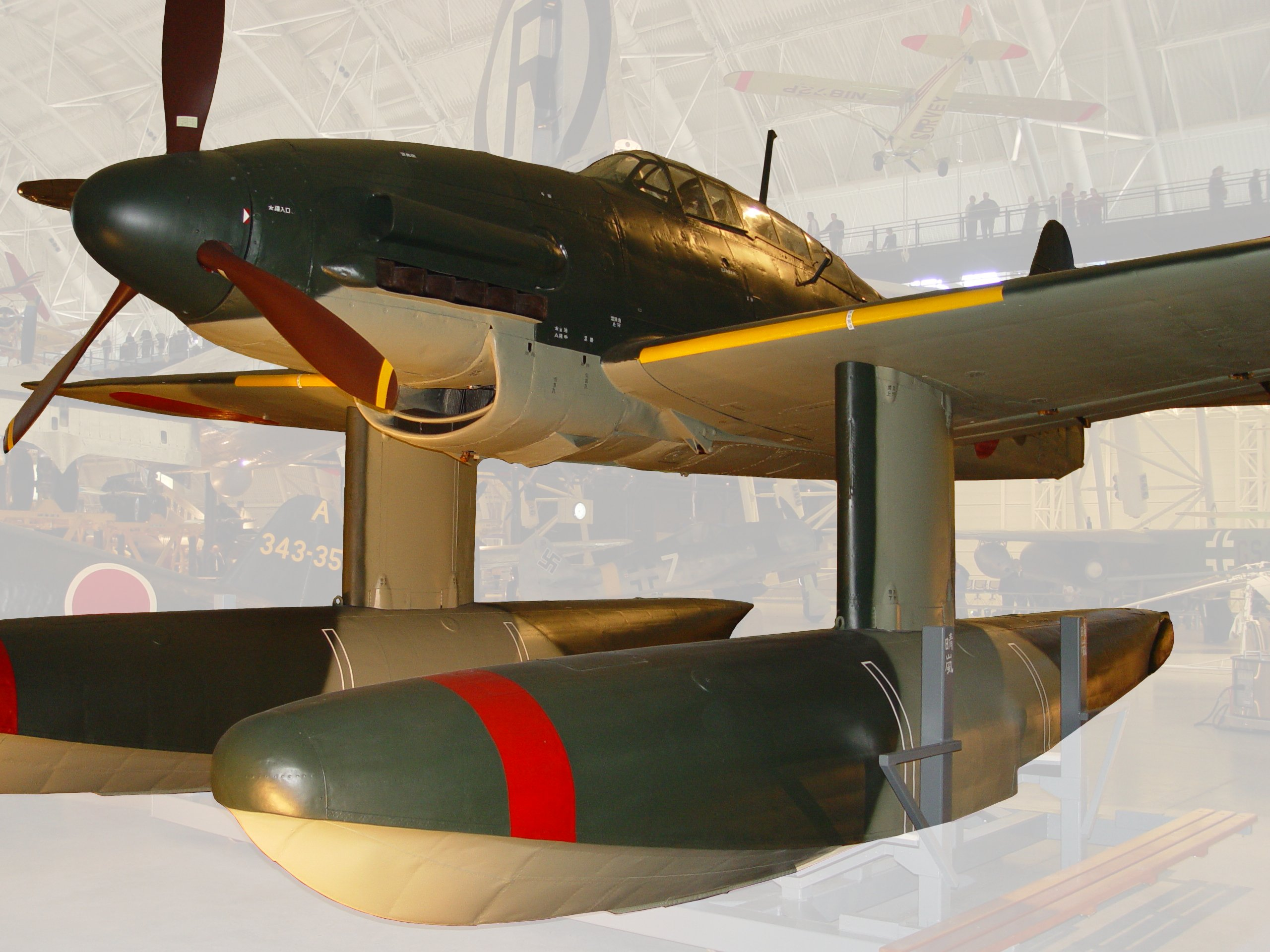
Một chiếc M6A1 Seiran được trưng bày tại Bảo tàng Quốc gia Hàng không và Không gian Smithsonian, gần Sân bay Quốc tế Dulles, Washington, DC.

### Đặc tính chung
- Đội bay: 2 người
- Chiều dài: 10,63 m (34 ft 11 in)
- Sải cánh: 12,26 m (40 ft 3 in)
- Chiều cao: 4,58 m (15 ft 1 in)
- Diện tích bề mặt cánh: 27,0 m² (291 ft²)
- Lực nâng của cánh: 157 kg/m² (32,2 lb/ft²)
- Trọng lượng không tải: 3.362 kg (7.412 lb)
- Trọng lượng có tải: 4.250 kg (9.370 lb)
- Trọng lượng cất cánh tối đa: 4.445 kg (9.800 lb)
- Động cơ: 1 x động cơ Aichi Atsuta Kiểu 32 bố trí hình tròn, công suất 1.400 mã lực (1.000 kW) mỗi động cơ

### Đặc tính bay
- Tốc độ lớn nhất: 474 km/h (256 knot, 295 mph) tại 5.200 m (17.060 ft)
- Tốc độ bay đường trường: 296 km/h (160 knots, 184 mph) ở 3.000 m (9.850 ft)
- Tầm bay tối đa: 2.000 km (1.100 nm, 1.200 mi)
- Trần bay: 9.900 m (32.000 ft)
- Tỉ lệ công suất/khối lượng: 0,246 kW/kg (0,15 hp/lb)

### Vũ khí
- 1 x súng máy Kiểu 2 13 mm (0,50 inch) gắn trên buồng lái
- 1× ngư lôi hoặc
- 2 × 250 kg (551 lb) hoặc 1× 850 kg (1,874 lb) bom

## Nội dung liên quan

### Máy bay tương tự
- Arado Ar 231
- Cox-Klemin XS
- Mureaux-Besson MB 411
- Parnall Peto
- Watanabe E9W1
- Yokosuka E14Y

### Danh sách liên quan
- Danh sách máy bay chiến đấu
- Danh sách máy bay quân sự Nhật Bản
- Danh sách máy bay trong Chiến tranh Thế giới II